# Kloster Clairmont
Das Kloster Clairmont (Clermont; Clarus Mons) ist eine ehemalige Zisterzienser-Abtei im Département Mayenne der Region Pays de la Loire in Frankreich. Das Kloster lag in der Gemeinde Olivet rund 14 km westlich von Laval im Tal des Vicoin.

## Geschichte
Das Kloster wurde 1152 nach einer Schenkung von Guy V.  von Laval und dessen Mutter Emma von England auf Veranlassung von Bernhard von Clairvaux als Tochter der Primarabtei Clairvaux gegründet. Es besaß unter anderem die Grangie von Gaudinière in Martigné. Nach einer an Ereignissen armen Geschichte wurde es 1791 während der Französischen Revolution aufgelöst und in ein landwirtschaftliches Anwesen umgewandelt. 1954 erwarb eine privatrechtliche Gesellschaft die damals ruinöse Anlage, die sie in der Folgezeit restaurieren ließ.

## Bauten und Anlage

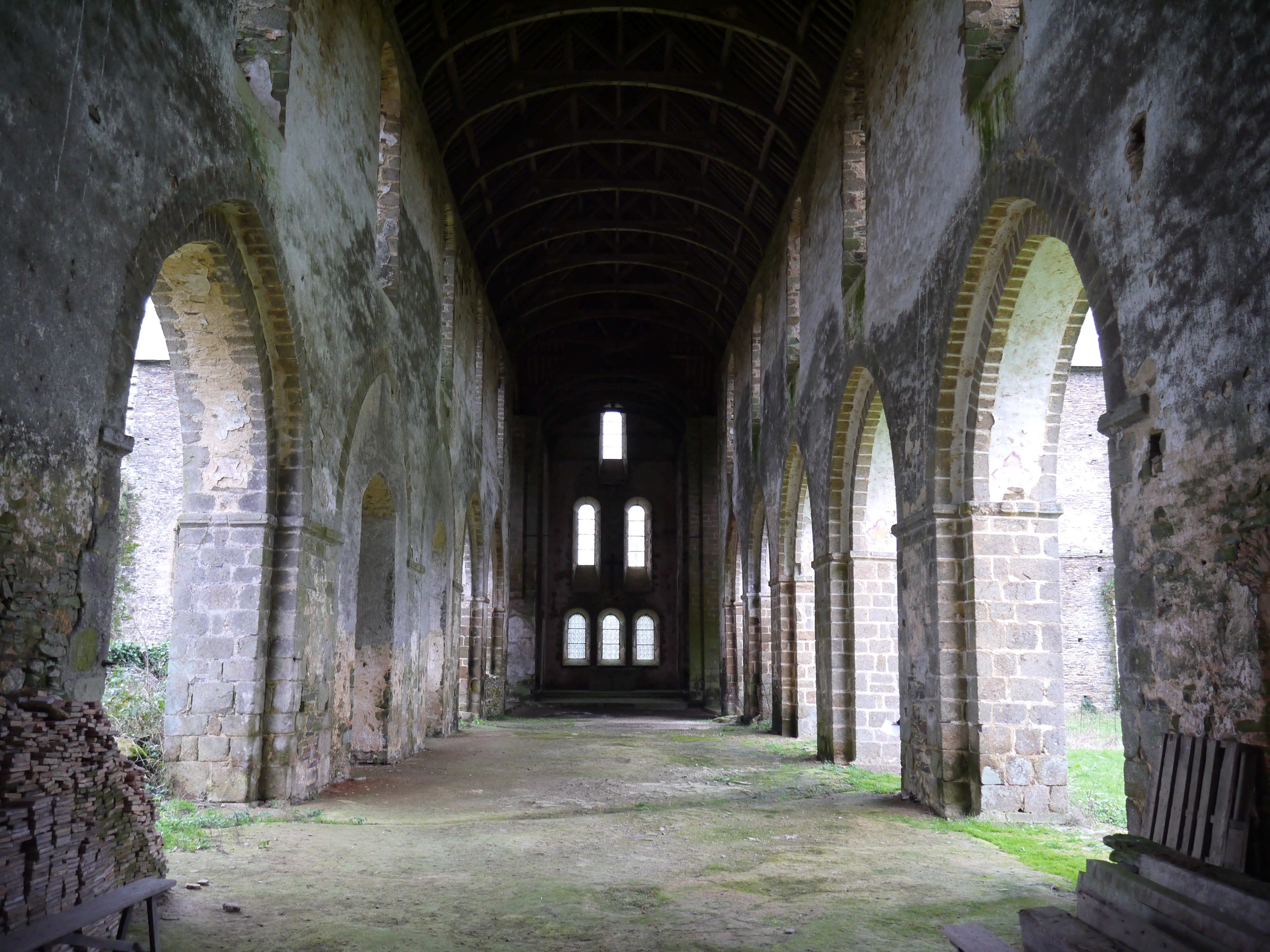
Schiff der Abteikirche

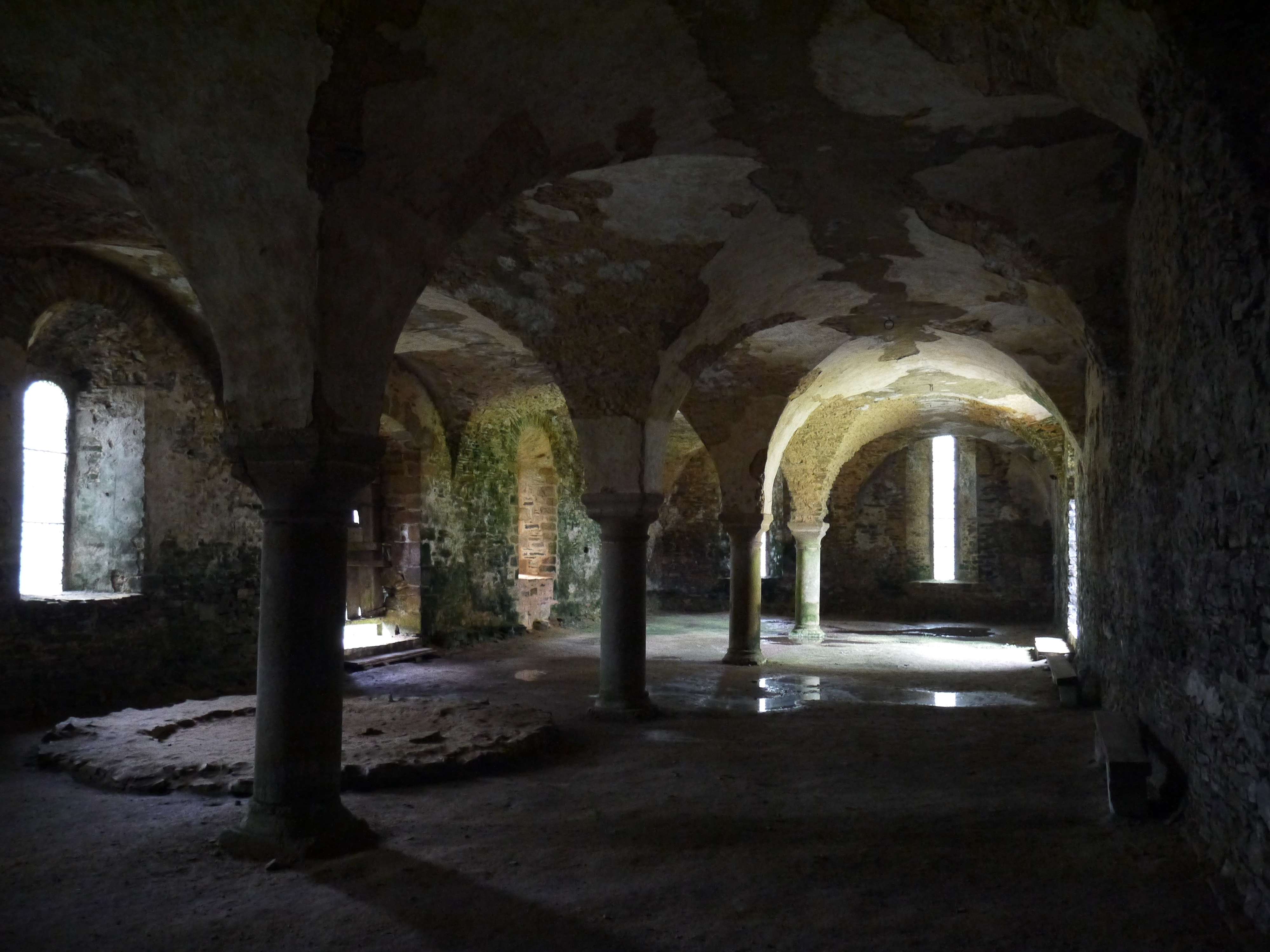
Keller des Konversenbaus

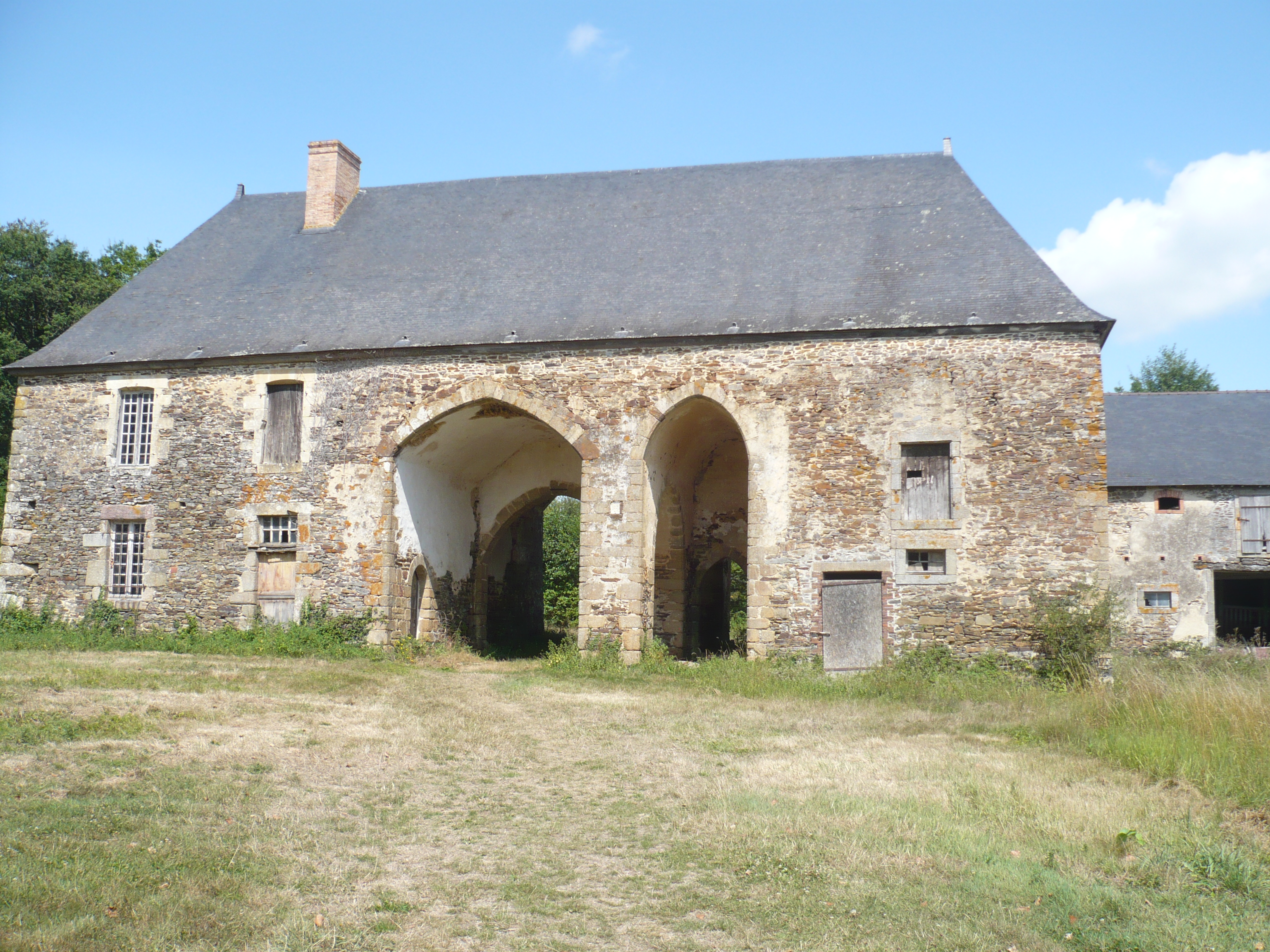
Das Torhaus

Erhalten sind die Kirche, das 60 m lange Konversengebäude (das wohl am besten erhaltene in Frankreich) und der Eingangsbau aus der Gründungszeit. Die übrigen Gebäude stammen aus der Zeit um 1650 und wurden von dem Architekten Langlois errichtet. Vom Kreuzgang sind nur Spuren erhalten. Der Südflügel der Klausur liegt in Ruinen. In der Kirchenfassade befinden sich ein romanisches Portal und ein rundbogiges Langfenster. Das Langhaus der im Osten rechteckig geschlossenen Kirche mit einem ursprünglich offenen Dachstuhl ist 65 m lang, das Querhaus 40 m. Die Seitenschiffe sind abgegangen. Die jeweils drei gerade geschlossenen Seitenkapellen am östlichen Querschiffsflügel sind – ungewöhnlicherweise – freskengeschmückt. Das Langhaus besitzt große Seitenarkaden, über denen jeweils ein Fenster angeordnet ist. Die ursprünglich aus dem Chor der Klosterkirche stammenden Gräber der Familie de Laval befinden sich im Alten Schloss von Laval. Vorhanden ist auch das Torhaus. Die Anlage wurde 1957 und 1987 als Monument historique klassifiziert.